# 無害子
无害子（?—?），战国初期齐国人物。
前404年，魏、韩、赵三晋攻打齐国，包围了齐国平陆（平阴）。括子向执政的牛子建议让齊康公前去和三晋讲和算了。牛子听后，认为是好主意。括子走后，无害子进来面见牛子。牛子就把括子的话告诉无害子。无害子说：“这与臣所听说的不同。”牛子于是说：“国家危险却又无力安定，祸患缠身又无法解脱，那为什么还要尊重智谋之士？”无害子于是说：“臣听说过有通过割让土地来安定社稷的，我也听说过通过牺牲生命、毁掉家园来保存国家的，但没有听说过让自己的国君出国受辱求和来保住疆土的。”牛子没有听从无害子的议论，而采用了括子的计谋，使三晋军队撤走，保住了平陆。但之后括子一天天被齐侯疏远，而无害子日益被齐侯看重得以晋升。杨宽认为无害子可能就是后来田氏代齐的田和。